# Anelosimus nazariani
Anelosimus nazariani är en spindelart som beskrevs av Ingi Agnarsson och Kuntner 2005. Anelosimus nazariani ingår i släktet Anelosimus och familjen klotspindlar.
Artens utbredningsområde är Madagaskar. Inga underarter finns listade i Catalogue of Life.